# ARC International
ARC International (LSE: ARK) — разработчик конфигурируемых микропроцессоров, которые лицензировались в виде синтезируемых IP-ядер. Одна из крупнейших компаний на рынке лицензируемых процессоров. Был приобретен компанией Virage Logic, а затем Synopsys.
Процессоры ARC конфигурируются перед синтезом (а не во время работы) при помощи программы ARChitect processor configurator. Ядро процессора является расширяемым, имеется возможность добавления инструкций, регистров и т. п. Доступна оптимизация по скорости, энергоэффективности или плотности. Также возможно добавление таких блоков как блок управления памятью, умножителей, Host-контроллера USB, декодера Витерби и других.
Ежегодно по лицензиям выпускалось около 300 млн. СБИС, содержащих процессоры ARC (оценка от 2008 года).
В 2011 году по подсчетам Linley Group, компания Synopsys с процессорами ARC занимала второе место на рынке лицензируемых процессорных ядер (10 %, порядка миллиарда ядер). Большую долю рынка, 78 %, имеет только компания ARM.

## История
В начале 1990-х годов основатель ARC, Джез Сэн (англ.), развивал технологии 3D-ускорителей для 16-битной игровой приставки Super Nintendo. Была разработана микросхема Mario (Mathematical, Argonaut, Rotation & I/O), позже переименованная в сопроцессор Super FX.
После успеха SuperFX проект был переименован в ARC (Argonaut RISC Core) и стал позиционироваться как конфигурируемый микропроцессор общего назначения. Позже из отдела ATL была основана компания ARC International. При выходе на IPO в сентябре 2000 года было привлечено 300 млн долларов инвестиций.
В начале 2008 года ARC купила компанию Sonic Focus.
В ноябре 2009 года ARC International была куплена компанией Virage Logic.
В сентябре 2010 года Synopsys завершила покупку Virage Logic.

## Среда разработки
ARC предоставляла среду разработки программ для ARC созданную на базе GCC, GDB и других GNU-утилит. Сообществом поддерживается бесплатно доступная версия среды на сайте SourceForge.
Для ARC 600 и 700 доступна модель OVPsim (англ.).

## Архитектура процессоров ARC
В настоящее время архитектура ARC развиваются компанией Synopsys под названием "DesignWare ARC". Варианты архитектуры делятся на 3 семейства:
- ARCv2: процессоры ARC EM
- ARCtangent: семейства процессоров ARCtangent-A4 (2000 год)
- ARCompact (смешанные 16 и 32 битные инструкции)[11]: семейства процессоров ARC 600 (2003), ARC 700 (2004), ARCtangent-A5 (2002)

## Применение ядер ARC
IP-ядра ARC являются стандартом де-факто для построения контроллеров флеш-памяти.
Микроконтроллер ARC4 используется в технологии Intel AMT и входит в состав современных чипсетов Intel.